# Trichilia ornithothera
Trichilia ornithothera är en tvåhjärtbladig växtart som beskrevs av J. de Wilde. Trichilia ornithothera ingår i släktet Trichilia och familjen Meliaceae. Inga underarter finns listade i Catalogue of Life.